# Барановичская операция (1916)

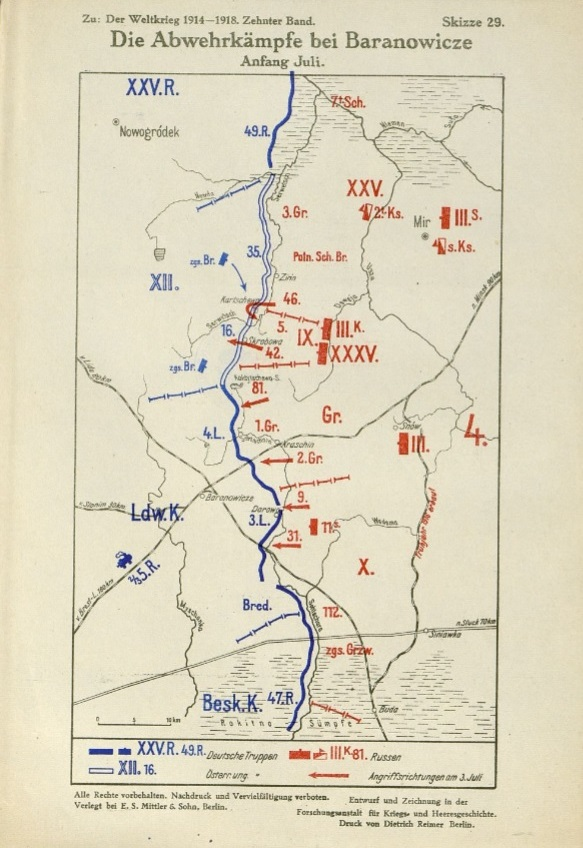
Барановичская операция

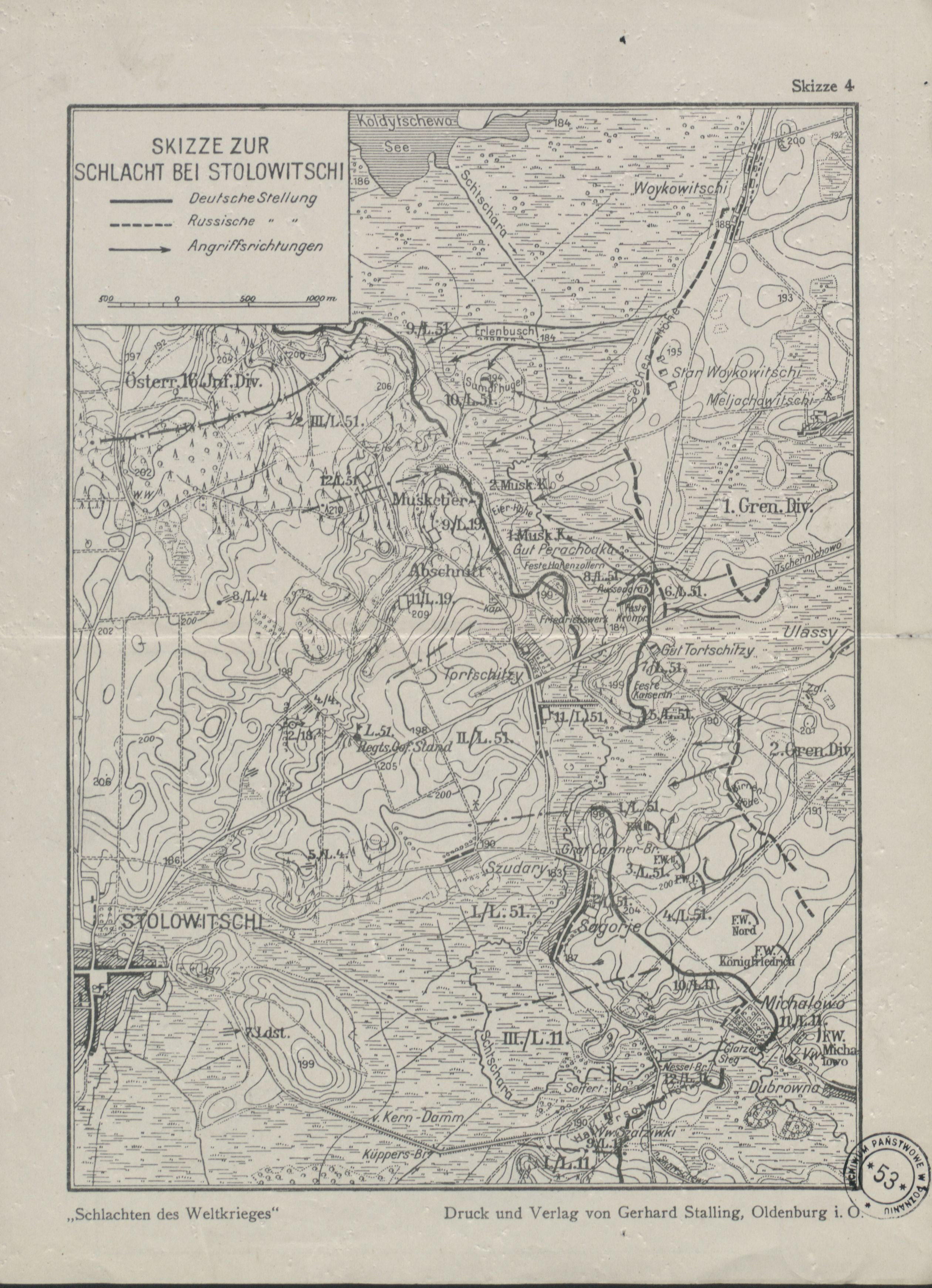
Бои под Столовичами

Барановичская операция — наступательная операция войск русского Западного фронта под командованием генерала от инфантерии А. Е. Эверта во время Первой мировой войны, проведённая 20 июня (3 июля) — 12 (25) июля 1916 года.

## Планирование и подготовка операции
Район города Барановичи был занят германскими войсками в середине сентября 1915 года и считался одним из важнейших участков германского Восточного фронта на кратчайшем направлении Варшава—Москва. Русское командование также оценивало этот участок фронта как плацдарм для прорыва на Вильно и далее на Варшаву. Готовясь к летней кампании 1916 года, русское командование значительно усилило части Западного фронта, превосходившего численность войск соседнего Юго-Западного фронта. На Западный фронт возлагалось нанесение главного удара.
По мнению историка А. В. Олейникова всего состоялись 3 наступления у Барановичей в мае — июле 1916 года, но сам же он характеризует первое из них — удар силами Гвардейского корпуса 31 мая — 1 июня как вспомогательный и отвлекающий от готовящегося главного удара.
Одновременно с наступлением Юго-Западного фронта (19 корпусов), Западный фронт (23 корпуса) должен был наносить главный удар 4-й и 10-й армиями из района Молодечно на Вильно. Затем план наступления был изменён — вместо удара на Вильно предполагалось нанести удар в районе Барановичей. В начале июня 1916 года войска Юго-западного фронта начали наступление, прорвали позиции австро-венгерской армии и продвигались вглубь Галиции. Однако командующий Западным фронтом генерал от инфантерии А. Е. Эверт дважды откладывал намеченное наступление войск Западного фронта, сначала на 31 мая (13 июня), затем на 4(17) июня, а затем предпринял попытку вообще отменить операцию. По категорическому требованию русской Ставки Верховного Главнокомандования 3 (16) июня Западный фронт обязывался «атаковать противника на фронте Новогрудок—Барановичи». На подготовку наступления отводилось 22 дня.
Эверт возложил осуществление прорыва германско-австрийского фронта у Барановичей на 4-ю армию генерала от инфантерии А. Ф. Рагозы. Армия занимала оборону на 145-км фронте, в её состав входили 5 корпусов (9-й, 10-й, 25-й, 35-й армейские корпуса, Гренадерский корпус, 112-я пехотная, 11-я Сибирская и 7-я Туркестанская дивизии, Польская стрелковая бригада, Уральская и 2-я Туркестанская казачьи дивизии). К началу операции прибыли дополнительные подкрепления, а именно 3-й Сибирский, 3-й армейский и 3-й Кавказский корпуса. Всего для прорыва было сосредоточено 19 пехотных и 2 казачьи дивизии, в состав которых входили 331 батальон, 128 сотен, 1324 пулемёта, 742 легких и 258 тяжелых орудий (340 000 человек).
Противник располагал на участке будущего наступления 9-й германской армией (25-й резервный, 3-й армейский, 22-й австро-венгерский, 3-й ландверный корпуса, командующий баварский генерал-фельдмаршал Леопольд Баварский), входившей в состав армейской группы фон Войрша. Всего насчитывалось 82 батальона, 613 пулемётов, 248 легких орудий, свыше 500 тяжелых орудий. Германские позиции состояли из 2 или 3 укрепленных полос. Первая укрепленная полоса из трех линий окопов хорошо применялась к местности на западных берегах болотистых долин рек Сервечь и Шара. Первая линия окопов была усилена проволочными заграждениями (до 35 рядов). Широко применялись «лисьи норы», бетонированные пулемётные гнезда, убежища от огня тяжелой артиллерии. Вся артиллерия была укрыта в окопах с навесами и убежищами. Внутри полосы были бетонированные долговременные укрепления, которые русская артиллерия не могла разрушить. Вторая и третья полосы русскими войсками обнаружены не были.
План операции русского командования состоял в прорыве укрепленной полосы с нанесением главного удара двумя корпусами (9-м и 35-м) на 8-км участке. Для обеспечения ударной группы соседние корпуса атаковали: 25-й — на 2,5-км участке севернее Дробыши, а Гренадерский — одной дивизией на местечко Столовичи, в 10 км южнее главной атаки. Вспомогательный удар наносился в 20 км южнее главной атаки двумя дивизиями 10-го корпуса на участке в 4 км от Дарево до Лабузы. Ближайшая задача 25-го, 9-го, 35-го и Гренадерского корпусов заключалась в прорыве позиции и овладении рубежом Цирин—Олизаровщина—Арабовщина—Дубово, отстоящим от переднего края германской позиции на 3—4 км. Последующая задача — выход на рубеж Новый Свет—Богуши—Жубинцы—р. Мышанка—Чвыри, в 5—6 км от первого рубежа. На этом рубеже корпуса закреплялись для дальнейшего наступления на Новогрудок совместно с левым флангом соседней 10-й армии. Завершить операцию предусматривалось выходом русских войск на линию Лида — Гродно. Артиллерийская подготовка операции свелась к развертыванию артиллерии групп: на направлении ударной группировки из 84 тяжелых орудий и в Гренадерском корпусе — из 31 тяжелого орудия. Каждому корпусу было придано для корректирования по одному авиаотряду и по одной воздухоплавательной роте, но борьба с многочисленной германской артиллерией была неудачна. Инженерной подготовки почти не было. В целях внезапности атаки передвижения войск производились по ночам, но перегруппировка была обнаружена противником из-за большого числа перебежчиков, в том числе из Польской стрелковой бригады. Пристрелка артиллерии началась за несколько дней до атаки, что также демаскировало подготовку к наступлению.

## Начало операции

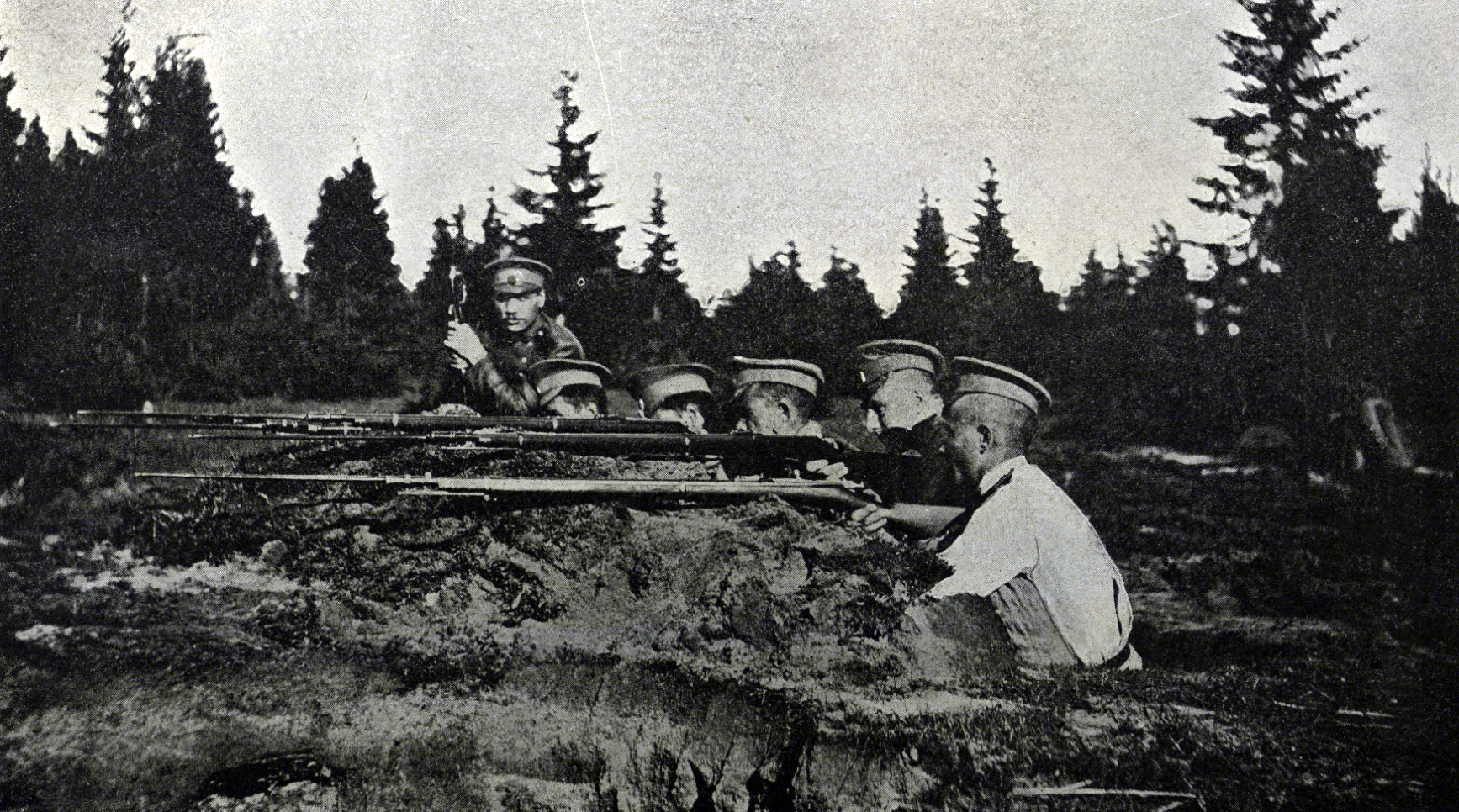
Солдаты в окопе (1916)

С 7 до 22 часов 2 июля 1916 года велась русская артподготовка, частично разрушившая окопы 1-й линии и не подавившая совершенно артиллерию противника. Три дивизии 9-го корпуса на рассвете 3 июля после короткой артподготовки начали атаку и овладели 1-й линией окопов, а на некоторых участках и 2-й линией. При прорыве успешно действовали штурмовые взводы, сформированные из гренадерских частей. Введенные с запозданием из резерва для развития успеха две дивизии 35-го корпуса существенного влияния на ход боя не оказали, так как вводились в бой по полкам и в разное время. С продвижением вглубь оборонительной полосы наступающие части были остановлены пулемётами из большого количества не разрушенных бетонных гнезд с проволочными заграждениями, главным образом на обратных скатах высот. Требовалась дополнительная артподготовка. К 19 часам первого дня наступления части 9-го и 35-го корпусов прекратили атаки, удержавшись на линии взятых окопов, Гренадерский корпус к вечеру был отброшен в исходное положение, а в 10-м корпусе вследствие неудачной артподготовки все атаки были отбиты.
4 июля русское командование проводило дополнительную артподготовку. В 19 часов вечера пять дивизий начали повторную атаку, которая на участке 9-го корпуса была остановлена встречным контрударом 19-го ландверного и 335-го резервного германских полков. Начатые вечером бои продолжались всю ночь и днём 5 июля. В бой был введён 3-й Кавказский корпус южнее направления главного удара. Удалось занять только 2-ю линию германских окопов. Потери за первые три дня операции доходили в атакующих частях до 50 % личного состава, войска были крайне утомлены. Эверт решил отложить новые атаки до 8 июля, пока произвёл перегруппировку войск. Медленные действия русского командования были использованы противником, укрепившим атакованные участки и усилившим их артиллерией.
7 июля с рассветом началась новая артподготовка, а в 2 часа ночи 8 июля шесть дивизий пошли в атаку на 12-км фронте от Цирина до Заосье, имея во второй и в третьей линии по две дивизии как резерв армии и фронта. В течение дня части 3-го Сибирского и 9-го корпусов четыре раза ходили в атаку, но успеха не имели, продвинувшись в центре всего только на 2 км. Все атаки были отбиты противником исключительно ружейным и пулемётным огнём. 9 июля из-за тумана атака не состоялась, потом была перенесена на 14-е, а в конечном итоге и совсем отменена под предлогом недостатка снарядов. В итоге результаты долго готовившейся операции свелись к овладению только первой укрепленной линией, захвату более 2000 пленных и нескольких орудий. Наступавшие части понесли потери около 40 000 человек.

## Контратаки противника и завершение операции

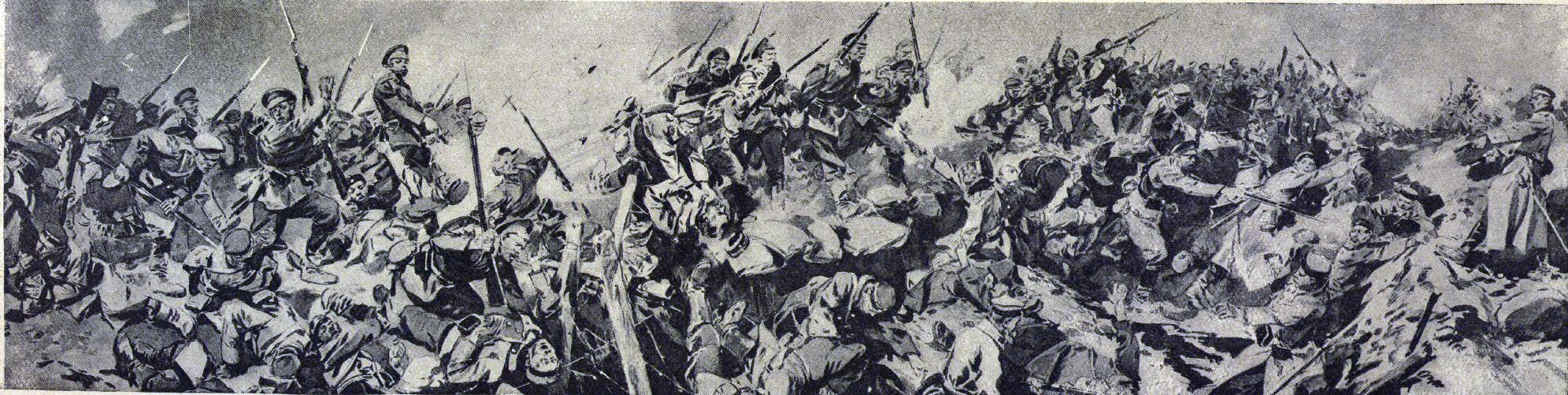
Рисунок «Атака наших войск под Барановичами» (1916)

14 июля 1916 года германские войска предприняли контрнаступление с целью улучшить своё положение на участке у Скробова силами трёх дивизий. После 3-часовой артподготовки они атаковали русские позиции. Наступление на правом фланге разбилось вследствие русского заградительного огня и сильной контратаки, но на левом фланге были заняты все потерянные ранее окопы, взято в плен 1500 человек и захвачено 11 пулемётов. Произведенные русскими войсками 15 июля две сильные контратаки были отбиты.
В период 25—29 июля в районе Барановичей вновь были возобновлены атаки пяти русских стрелковых дивизий на фронте Скробово—Лабузы, занимавшихся пятью австро-германскими дивизиями. Несмотря на упорство и сравнительно длительную артподготовку русским войскам не удалось достигнуть никаких результатов.

## Итоги операции
Цели операции достигнуты не были: имея для её подготовки несколько месяцев, располагая тройным перевесом в живой силе и некоторым превосходством в артиллерии, русские части не смогли прорвать укрепленный германский позиционный фронт, овладев только первой укрепленной линией на отдельных участках наступления. Ни на одном из участков прорыва наступавшие не вышли к третьей полосе обороны противника. Более того, мощной короткой контратакой германские части смогли частично восстановить первоначальное положение.
Общие потери русской армии составили 80 000 человек. Потери германской армейской группы Р. фон Войрша составили 1 156 человек убитыми, 1 020 пропавшими без вести, 4 274 раненых. По русским данным, было захвачено до 4 000 пленных.
Главными причинами поражения являлись: плохая артподготовка (в ней не была задействована половина тяжелой артиллерии и 2/3 легкой артиллерии), слабая концентрация артиллерии на участке прорыва. Разведка укрепленной полосы, строившейся в течение года, не выдерживала никакой критики — подавляющая часть укреплений первой полосы обороны не была выявлена, а второй и третий рубежи обороны вообще остались неизвестными русскому командованию до начала сражения. Командный состав не был подготовлен к организации прорыва укрепленных полос. Численное превосходство использовано не было: из значительного количества войск, собранных для проведения операции, основная масса бездействовала, пока атакующие части захлебывались в крови, затем свежими частями сменялись обескровленные части и атаки на тех же рубежах повторялись вновь и вновь.
Ни одна из задач операции выполнена не была. Русские войска не смогли улучшить своего положения, не создали условий для будущего наступления, не отвлекли внимания командования противника от действий Юго-Западного фронта. Даже в разгар операции у Барановичей германское командование продолжало снимать силы из полосы Западного фронта для переброски на юг. Чудовищные потери при полном отсутствии результатов оказали крайне негативное влияние на моральный дух русских войск, в которых усилились антивоенные настроения. Вскоре, в 1917 году это дало самую благоприятную почву для революционной пропаганды в войсках и сделало части Западного фронта наиболее подверженными влиянию большевиков.